# Kokuhaku no Funsui Hiroba
Singles de Berryz Kōbō
Very Beauty
(2007) Tsukiatteru no ni Kataomoi
(2007)
Kokuhaku no Funsui Hiroba (告白の噴水広場) est le 14e single du groupe de J-pop Berryz Kōbō.

## Présentation
Le single, écrit, composé et produit par Tsunku, sort le 27 juin 2007 au Japon sur le label Piccolo Town. Il atteint la 4e place du classement des ventes hebdomadaire de l'Oricon. Il sort également dans une édition limitée avec une pochette différente et un DVD en supplément, ainsi qu'au format single V (vidéo DVD) deux semaines après. La chanson-titre du single figurera sur le quatrième album du groupe, 4th Ai no Nanchara Shisū, qui sort en août suivant.

## Formation
Membres créditées sur le single :
- Saki Shimizu
- Momoko Tsugunaga
- Chinami Tokunaga
- Māsa Sudō
- Miyabi Natsuyaki
- Yurina Kumai
- Risako Sugaya

## Liste des titres
Single CD
1. Kokuhaku no Funsui Hiroba (告白の噴水広場?)
2. Seishun Ōdōri (青春大通り?)
3. Kokuhaku no Funsui Hiroba (Instrumental) (告白の噴水広場...?)

DVD de l'édition limitée
1. Kokuhaku no Funsui Hiroba (Dance Shot Ver.) (告白の噴水広場...?)

Single V (DVD)
1. Kokuhaku no Funsui Hiroba (告白の噴水広場?)
2. Kokuhaku no Funsui Hiroba (Close-Up Ver.) (告白の噴水広場...?)
3. Making Eizô (メイキング映像?) (Making-of)